# Tenuta di Migliarino
La Tenuta di Migliarino è una delle sette tenute del Parco naturale di Migliarino, San Rossore, Massaciuccoli, situata nella parte settentrionale. Costituisce, con i suoi 3 700 ettari di estensione, la zona del Parco di maggiore rilevanza economica.

## Storia
Poco si conosce della storia antica di questa zona che era situata nella Selva Palatina, una fitta zona boscosa contenuta all'interno dell'attuale area del Parco. È noto però che nella metà dell'XI secolo il territorio di Migliarino era parte dei possedimenti della Contessa Matilde di Canossa e che alla sua morte fu diviso tra la famiglia degli Orlandi e la Mensa Arcivescovile di Pisa. A partire dal XVI secolo la famiglia fiorentina dei Salviati iniziò la privatizzazione di questo territorio, attraverso lo sfruttamento delle sue risorse naturali e l'allevamento del bestiame.
In seguito però le pretese della famiglia cominciarono a limitare l'accesso degli abitanti ai pascoli, alla raccolta della legna, alla caccia e alla pesca, provocando l'inizio di una lunga catena di controversie che si prolungarono fino alla metà del XIX secolo.  A dispetto di tali attriti con la popolazione residente, i Salviati fecero nei secoli acquisizioni che ingrandirono progressivamente i loro possedimenti, acquistando beni della Mensa Arcivescovile e del Granducato, aumentando così l'estensione della Tenuta fino ai confini con lo Stato di Lucca a nord e fino al fiume Serchio a sud.
Ai primi decenni del XIX secolo risalgono i primi interventi dei Salviati per iniziare lo sfruttamento radicale del territorio attraverso opere di bonifica: iniziò così l'utilizzazione agricola di estese zone lungo la golena del fiume Serchio, particolarmente fertili. Una notevole svolta all'economia dell'area fu data però dall'introduzione a metà del XIX secolo di massicce piantumazioni di pino domestico per la produzione dei pinoli. Per ottimizzare lo sviluppo di questa attività economica era necessario rendere agevole l'accesso alle piantagioni e al tempo stesso contrastare l'eccessiva umidità del terreno. Per tali necessità furono realizzati sentieri che suddividevano la macchia in settori ben delimitati e furono scavati canali e fossi per assicurare il drenaggio delle acque. Migliarino divenne così rapidamente il più importante centro di produzione dei pinoli in Italia, con una raccolta che raggiungeva 200 tonnellate l'anno. Negli ultimi decenni tale attività si è ridimensionata portando però ad un prodotto più selezionato, tanto che ai pinoli del Parco è riconosciuto il "Marchio collettivo di qualità" che li certifica come prodotti biologici.

## Territorio
La Tenuta di Migliarino si estende nel territorio delimitato dall'ultimo tratto del fiume Serchio e dal confine tra le province di Lucca e Pisa, che corrisponde storicamente all'antico confine tra lo Stato Lucchese e il Granducato di Toscana. Confina a nord con la Tenuta Borbone, a nord-est con il Padule Settentrionale e lago di Massaciuccoli e con il Padule Meridionale e a sud con la Tenuta di San Rossore.

## Flora
La flora è molto varia perché vario è l'ambiente che caratterizza la Tenuta: la successione ecologica degli habitat inizia con le dune litoranee situate alle spalle dell'arenile di Marina di Vecchiano che rappresentano il più imponente tratto di dune sabbiose del Parco. Qui sono visibili specie vegetali come le alofite e alotolleranti, a differenza di quanto avviene nella Tenuta di San Rossore dove l'esistenza di tali specie è stata compromessa dall'erosione della costa. 

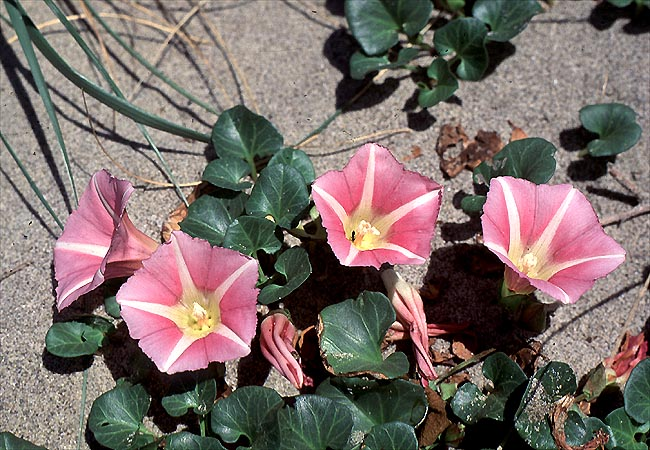
Soldanella di mare

Vi si trovano abbondanti il ravastrello (Cakile maritima) e la soldanella di mare (Calystegia soldanella); proseguendo verso l'interno si incontrano l'euforbia delle spiagge (Euphorbia paralias) e la pungente calcatreppola marittima (Eryngium maritumum). Sulle dune vere e proprie lo sparto pungente (Ammophila arenaria) forma ciuffi alti anche più di un metro di importanza fondamentale nel consolidamento della duna. Oltre le dune si incontra la macchia mediterranea, in cui sono presenti tra l'altro il corbezzolo, il lillatro (Phillirea angustifolia) e la robbia selvatica (Rubia peregrina), e successivamente la lecceta pinetata, costituita prevalentemente da pino domestico (Pinus pinea) e pino marittimo (Pinus pinaster) che hanno largamente sostituito la preesistente macchia e lecceta. Qui nel sottobosco si trova la scopa (Erica scoparia) e il leccio stesso che lentamente sta riprendendo il sopravvento sulla pineta. Segue poi il bosco mesofilo che necessita di condizioni climatiche fresche e umide, con le tipiche piante caducifoglie del Parco: frassini, olmi, pioppi, ontani e farnie.
Nelle depressioni (lame) interne è interessante la presenza del cipresso calvo della Virginia (Taxodium distichum), originario del Nord America e importato qui nel XIX secolo dai duchi Salviati, caratteristico per le radici aeree.

## Fauna
L'avifauna della Tenuta comprende molte specie nidificanti come il picchio rosso maggiore (Dendrocopos major), il picchio verde  (Picus viridis), il rampichino (Certhia brachydactyla) e il picchio muratore (Sitta europaea). Nelle grandi chiome del pino domestico nidificano le poiane (Buteo buteo), i colombacci e la tortora. Lungo l'arenile nidificano specie significative dal punto di vista naturalistico come il fratino (Charadrius alexandrinus) e la calandrella (Calandrella cinera).
Tra gli uccelli che frequentano le dune e l'arenile nei periodi delle migrazioni abbiamo la beccaccia di mare (Haematopus ostralegus) che si ciba di conchiglie e molluschi, e i piovanelli pancianera (Calidris alpina).
Nella macchia sono presenti il santimpalo (Saxicola torquata) e l'occhiocotto (Silvia melanocephala); la pineta ospita il verdone (Carduelis chloris), il verzellino (Serinus serinus) e piccoli insettivori come il regolo (Regulus regulus). è possibile osservare anche ghiandaie (Garrulus glandarius) e le upupe (Upupa epops).
I mammiferi sono costituiti da ungulati, daini (Dama dama) e cinghiali (Sus scrofa) presenti in sovrannumero in tutto il territorio del Parco, sul cui suolo e vegetazione esercitano una forte pressione riducendo la spontanea rigenerazione del sottosuolo.
Sono presenti anche conigli selvatici e volpi (Vulpes vulpes) le quali utilizzano spesso le tane di tassi e istrici abbandonate. Vi si trovano inoltre mustelidi come la donnola (Mustela nivalis), la faina (Martes foina) e puzzola (Mustela putorius).

## Punti di interesse

### Dune di Marina di Vecchiano
Costituiscono il più imponente tratto di dune sabbiose del Parco e sono un sistema dunale di grande interesse, dove è possibile osservare con notevole evidenza la successione di ricchi ambienti naturali quali la battigia, l'anteduna, la duna consolidata e il retroduna, ognuno caratterizzato da flora e fauna peculiari.

### Orto delle dune
Situato vicino al piazzale Montioni, è un orto botanico allestito su una duna artificiale, con un progetto coordinato dal Comune di Vecchiano e dall'Università di Pisa, per valorizzare e proteggere le dune costiere; esso infatti costituisce un percorso didattico ideale per conoscere la vegetazione delle dune ed è accessibile ai visitatori anche di notte.